# Yvonne Scholten

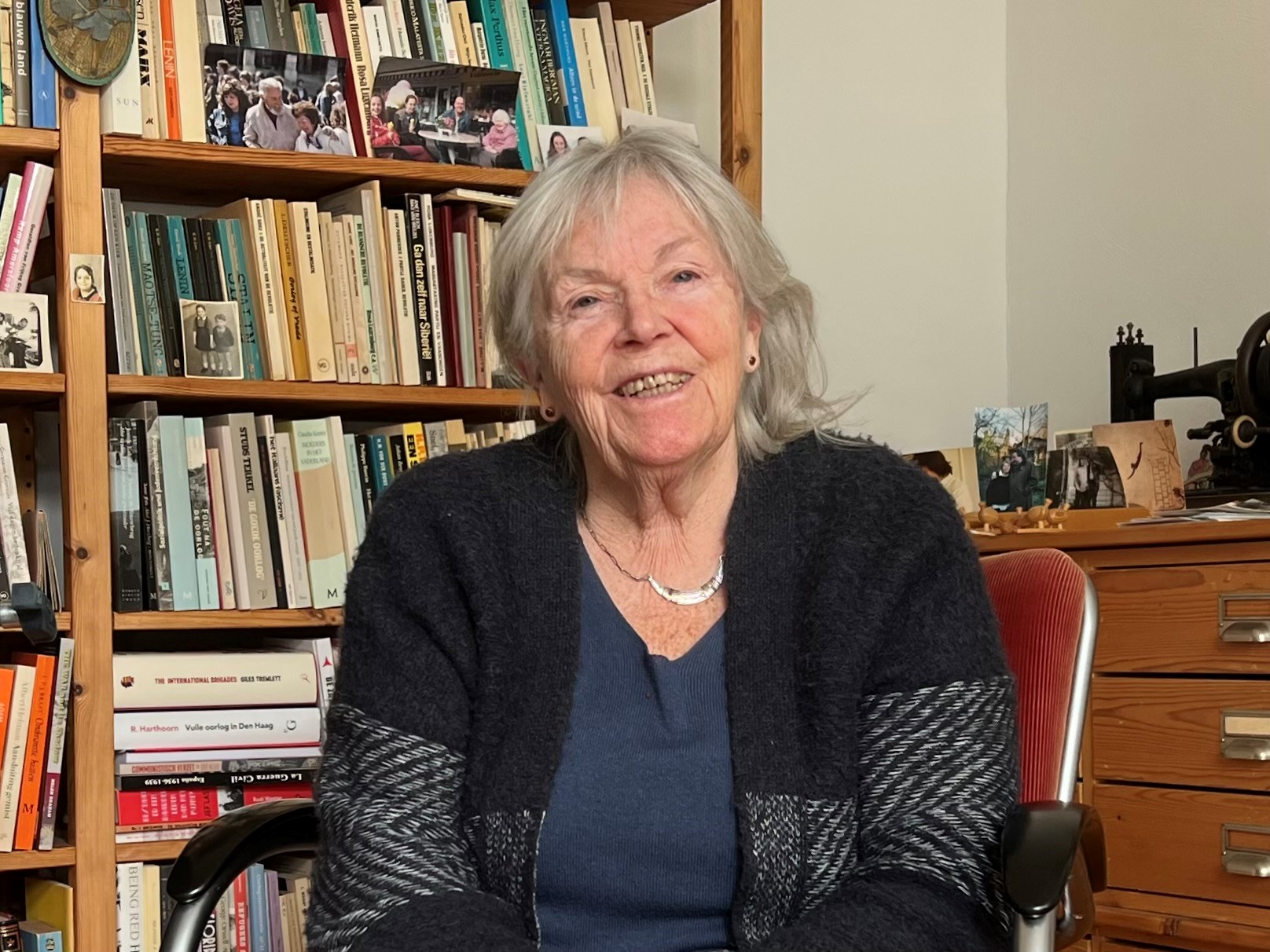
Yvonne Scholten

Yvonne Scholten is een Nederlandse journaliste, schrijfster en documentairemaker.
Scholten was buitenlandcorrespondente in Italië en werkte als radioprogrammamaker voor de omroepen VARA en NPS.
In 1986 maakte ze voor de VPRO-radio een uitzending over Fanny Schoonheyt. Mede door de actualiteit rondom de Nederlandse Tanja Nijmeijer, die in Colombia voor de FARC streed, pakte ze de research van Fanny Schoonheyt weer op. Rond die tijd kwamen ook brieven boven water van Fanny Schoonheyt uit Spanje.
In 1980 maakte ze de documentaire Donna: vrouwen in verzet. In deze documentaire wordt het verhaal verteld van de 80 jaar van vrouwenverzet in Italië. Het verhaal begint met de fascistische aanval op het feministisch radiostation Donna in 1979. Ze volgt de zoektocht naar de achtergronden van deze Italiaanse vrouwenbeweging door middel van archiefbeelden en interviews. Scholten spreekt met vrouwen die zich verzetten tegen elke vorm van onderdrukking. De film is in 2023 door het Nederlandse Instituut voor Beeld en Geluid en Eye Filmmuseum gerestaureerd.
In 2006 kreeg zij een Tegel voor haar radioproductie Genua – Het vergeten proces. Nadat in 2001 in het Italiaanse Genua de G8-top reeds is afgelopen, worden vreedzame demonstranten en journalisten overvallen. Hoewel er mensen met zware verwondingen waren en sommigen zelfs in coma raakten, werd er door de media geen aandacht geschonken aan het optreden van de Italiaanse politie. Omdat er in 2006, het jaar dat de journalistenprijs Tegel werd ingesteld, nog geen Radioprijs bestond, kreeg Yvonne Schouten de prijs in de categorie 'Talent'.

## Schrijfster
Scholten publiceerde enkele boeken over Spanjestrijders. In 2011 debuteerde zij met haar boek Fanny Schoonheyt. Fanny Schoonheyt (1912-1961) was de enige Nederlandse vrouw die in de Spaanse Burgeroorlog meevocht. In korte tijd werd Fanny bekend als 'het dapperste meisje van Barcelona' en 'de koningin van de mitrailleur'.
Haar tweede boek heeft als hoofdpersoon Bart van der Schelling (1892-1970), die als gelukszoeker naar Amerika vertrekt. Na zijn succes als zanger op Broadway vecht hij in de Lincoln Brigade mee in de Spaanse Burgeroorlog. Hij keert gewond terug en maakt vervolgens naam in Mexico als naïeve schilder.

## Prijzen
- De Tegel (2006)